# Бог Дрібниць
«Бог Дрібниць» (англ. «The God of Small Things») — напівавтобіографічний дебютний роман індійської письменниці і громадської активістки Арундаті Рой, виданий 1997 року. Того ж року книжка отримала Букерівську премію. «Бог Дрібниць» увійшов до списку найкращих книжок 1997 року «New York Times», а також посідав четверту сходинку в списку бестселерів «New York Times». За кілька місяців права на книжку були продані більш ніж у 20 країнах світу.
Книжка входить до списку «200 найкращих книг за версією Бі-бі-сі».
До недавнього часу це був єдиний роман письменниці: 2017 року світ побачив другий роман авторки — «Міністерство найвищого щастя».

## Історія написання
Роботу над романом Арундаті Рой розпочала 1992 року і закінчила 1996-го. Потенціал роману одразу визнав індійський письменник Панкадж Мішра, редактор HarperCollins, і надіслав рукопис у три британські видавництва. Одному з видавців, Девіду Годвіну, роман настільки сподобався, що він особисто прилетів до Рой в Індію, а письменниця отримала 500 000 фунтів стерлінгів авансу за право публікації її роману в 21 країні світу. Книжка одразу принесла авторці світове визнання.

## Сюжет
Це родинна сага про заборонене кохання і політичну драму, коли життя однієї заможної сім'ї змінюється в один доленосний день 1969 року. Дія роману відбувається в індійському містечку Аєменемі, у штаті Керала, що на півдні країни. Оповідь постійно переносить читача між 1969 роком, коли близнюкам Рахелі та Есті сім років, і 1993 роком, коли близнюки возз'єднуються у віці 31 року. Більша частина роману присвячена подіям, що відбулися 1969 року.
Роман торкається гострих для Індії тем, як-от кастова система і становище недоторканих, становище жінки, життя християн в Кералі, а також помітна роль комуністичної партії в Кералі.

## Український переклад
Бог Дрібниць / Арундаті Рой ; пер. з англ. Андрія Маслюха. — Львів : Видавництво Старого Лева, 2018. — 432 с. — ISBN 978-617-679-277-2.